# Paul Fässler
Paul «Bölle» Fässler (* 13. Juni 1901 in Bronschhofen; † 26. März 1983 in Bern) war ein Schweizer Fussballspieler.

## Karriere

### Vereine
Paul Fässler spielte auf Vereinsebene von 1922 bis 1930 für den BSC Young Boys. Als Captain der Mannschaft wurde er 1928/29 Schweizer Meister und  1929/30 Cupsieger. Später war er ein Jahr lang für den FC Biel-Bienne aktiv, ehe er zu den Young Boys zurückkehrte, wo er nochmals eine Saison absolvierte.

### Nationalmannschaft
Er absolvierte für die Schweizer Nationalmannschaft insgesamt 33 Länderspiele und gewann mit dieser bei den Olympischen Sommerspielen 1924 in Paris die Silbermedaille. Bei seiner zweiten Olympiateilnahme in Amsterdam 1928 belegte er mit der Schweizer Mannschaft den neunten Platz.